# 国際連合安全保障理事会決議87
国連安全保障理事会決議87（こくさいれんごうあんぜんほしょうりじかいけつぎ87、英: United Nations Security Council Resolution 87, UNSCR87）は、1950年9月29日に国際連合安全保障理事会で採択された決議。理事会は、国際的な摩擦につながる可能性のある事態を調査を行う義務があることを考慮しまた中国に関する意見が安保理内で多岐にわたっている状況に鑑み、1950年11月15日以降に中華人民共和国が台湾島への武力侵攻を宣言した場合、中華人民共和国と中華民国の双方の代表が出席して対応することおよびこの問題に関する討議を同日以降に開催される最初の安全保障理事会会合まで延長することを決定した（台湾の地理も参照）。
決議は7票の賛成で採択されたが、一方で3票の反対が中華民国、キューバ、アメリカ合衆国により投じられ、エジプトが棄権した。